# Poul Nielsen
Niels Poul Nielsen (ur. 25 grudnia 1891 w Kopenhadze, zm. 9 sierpnia 1962 tamże) – duński piłkarz grający na pozycji napastnika, reprezentant kraju, najlepszy strzelec tej reprezentacji w historii. Występując w 38 meczach reprezentacji Danii Poul Nielsen zdobył 52 bramki. Do jego osiągnięć strzeleckich należy m.in. zdobycie 26 bramek w meczach przeciwko Norwegii i 15 bramek w meczach przeciwko Szwecji (w tym 6 bramek w jednym meczu, wygranym przez Danię 10-0).

## Sukcesy
- Sześciokrotny mistrz Danii – 1913, 1914, 1917, 1918, 1922, 1925
- Wicemistrz Olimpijski ze Sztokholmu (1912)